# Miletus apelles
Miletus apelles är en fjärilsart som beskrevs av Fabricius 1775. Miletus apelles ingår i släktet Miletus och familjen juvelvingar. Inga underarter finns listade i Catalogue of Life.